# Joel Anthony
Joel Vincent Anthony (Montreal, Quebec, 9. kolovoza 1982.) kanadski je profesionalni košarkaš. Igra na poziciji centra, a trenutačno je član NBA momčadi Miami Heata. Prijavio se na NBA draft 2007., ali nije bio izabran od strane nijedne momčadi.

## Srednja škola i sveučilište
Pohađao je srednju školu Selwyn House School, a nakon srednje škole odlučio se na pohađanje sveučilišta Nevada. U svojoj četvrtoj,  završnoj   godini predvodio je momčad do 30-7 omjera te je imenovan Mountain West Conference obrambenim igračem godine. Uz to, sezonu je završio kao drugi bloker na NCAA prvenstvu.

## NBA karijera
Anthony se prijavio na NBA draft 2007., ali nije bio izabran od strane nijedne momčadi. Međutim, ubrzo je potpisao za momčad Miami Heata. 16. srpnja 2010. Anthony je potpisao produženje ugovora s Miamijem, ali detalji novog ugovora još nisu poznati
U sezoni 2013/2014 Joel Anthony biva razmjenjen iz aktualnih prvaka u znatno oslabljeni Boston u razmjeni između 3 kluba (Golden State Wariors-Bston Celtics i Miami Heat) Toney Douglas GSW-MIAMI
```
                     Joel Anthony MIAMI-BOSTON
                     Jamal crawford BOSTON-GSW
```

U sezoni 2013/2014 Boston se svim silama trudi izboriti doigravanja između 8 najboljih istočne konferencije i to i uspijevaju predvođeni nevjerojatnim igrama već prije spomenutog Joela Anthonyja (centra) koji je u prosjeku imao 5 poena 9 skokova od čega čak 3 u napadu i 3 bloka po utakmici i nevjerojatno impresionirajućim igrama Rajona Ronda sa 16 asistencija po utakmici uspijevaju izboriti doigravanja zahvaljući pobjedama u zadnjim utakmicama (9 od 10) zadnjih utakmica su bile pobjede ali u doigravanju ne postižu neke značajnije uspijehe time sto su ispali u drugome kolu doigravanja od još nevjerojatnijih Cleveland Cavaliersa koji su predvođeni mladim razigravačem Kyrie Irvingom od 26.7 poena po utakmici 9.0 asistencija po utakmici i 4.3 ukradene lopte po utakmici narednu sezonu osvajaju igrači Miami Heata i time obrane naslov prvaka i ostvare 3pt

## NBA statistika

### Regularni dio
| Godina    | Klub  | Odig. uta. | Uta. poč. | Min. | 2P%  | 3P%  | Sl. bac.% | Skok. | Asist. | Ukr. lop. | Blok. | Poena |
| --------- | ----- | ---------- | --------- | ---- | ---- | ---- | --------- | ----- | ------ | --------- | ----- | ----- |
| 2007./08. | Miami | 24         | 1         | 20.8 | .467 | .000 | .592      | 3.9   | .1     | .4        | 1.3   | 3.5   |
| 2008./09. | Miami | 65         | 28        | 16.1 | .483 | .000 | .652      | 3.0   | .4     | .3        | 1.4   | 2.2   |
| 2009./10. | Miami | 80         | 16        | 16.5 | .478 | .000 | .717      | 3.1   | .1     | .2        | 1.4   | 2.7   |
| Ukupno    |       | 169        | 45        | 17.0 | .478 | .000 | .668      | 3.2   | .2     | .3        | 1.4   | 2.6   |

### Doigravanje
| Godina    | Klub  | Odig. uta. | Uta. poč. | Min. | 2P%  | 3P%  | Sl. bac.% | Skok. | Asist. | Ukr. lop. | Blok. | Poena |
| --------- | ----- | ---------- | --------- | ---- | ---- | ---- | --------- | ----- | ------ | --------- | ----- | ----- |
| 2008./09. | Miami | 6          | 2         | 14.7 | .800 | .000 | 1.000     | 3.2   | .3     | .0        | 1.2   | 1.7   |
| 2009./10. | Miami | 5          | 0         | 15.8 | .714 | .000 | .750      | 1.8   | .2     | .4        | 1.0   | 2.6   |
| Ukupno    |       | 11         | 2         | 15.1 | .750 | .000 | .833      | 2.5   | .3     | .2        | 1.1   | 2.1   |

## Vanjske poveznice
- Profil na NBA.com
- Profil  Arhivirana inačica izvorne stranice od 31. svibnja 2020. (Wayback Machine) na Basketball-Reference.com